# Zelo preprosta zgodba
Zelo preprosta zgodba je mednarodni spletni projekt iz leta 2008, ki ga je napisal in prva dva filma režiral Miha Mazzini po svoji kratki zgodbi iz zbirke Trenutki spoznanja.

## Vsebina
Zgodba govori o mladi psihologinji, ki doživi trenutek spoznanja ob samomoru ilegalnega imigranta. Slovenska različica Zelo preprosta zgodba je del mednarodnega multimedijskega projekta, vendar obstaja tudi kot samostojna celota. Pred kamero je zgodba o osebni izkunji, ki je psihologinji spremenila življenje, povedana na dah, brez rezov in drugih intervencij, v maniri youtube izpovedi, kjer ljudje doma sedejo pred kamero in izpovejo svojo zgodbo. Film je prvi v seriji, ki mu sledijo e druge različice, druge preproste zgodbe. 
Po dveh začetnih zgodbah, slovenski in italijanski, so pričeli gledalci pošiljati svoje variante zelo preproste zgodbe. Nastalo je še osem dodatnih zgodb iz različnih držav.

## Nagrade
- Nominacija za Prix Europa 2008